# Георгіос Афрудакіс
Георгіос Афрудакіс (грец. Γεώργιος Αφρουδάκης; 17 жовтня 1976) — грецький ватерполіст.
Учасник Олімпійських Ігор 1996, 2000, 2004, 2008, 2012 років. Бронзовий медаліст Чемпіонату світу з водних видів спорту 2005 року.